# Alexander Ludwig (Fußballspieler)
Alexander Ludwig (* 31. Januar 1984 in Waltershausen) ist ein ehemaliger deutscher Fußballspieler und heutiger -trainer. Aktuell steht er beim SV Blau-Weiß 91 Bad Frankenhausen unter Vertrag.

## Karriere als Spieler

### Vereine
Ludwig begann mit dem Fußballspielen bei Eintracht Wechmar, später spielte er für Wacker Gotha. Im Anschluss gehörte er bis 2000 der Jugendabteilung des  FC Rot-Weiß Erfurt an. Von 2000 bis 2002 spielte er in der U19 von Werder Bremen.
2002 ging er in die deutsche Hauptstadt und schloss sich Hertha BSC an. Dort spielte er vorrangig in der Reservemannschaft. Bis 2005 wurde er 56 Mal eingesetzt und schoss dabei 16 Tore. Am 2. August 2003 kam er zu seinem Profidebüt in der Fußball-Bundesliga, als er am ersten Saisonspieltag im Spiel gegen Werder Bremen eingewechselt wurde. Bis Saisonende kam er auf drei weitere Kurzeinsätze. In der folgenden Spielzeit wurde er nicht mehr in der ersten Mannschaft eingesetzt.
Zur Saison 2005/06 wurde Ludwig an den Zweitligisten Dynamo Dresden ausgeliehen. Am Ende der Spielzeit stieg Dynamo in die Regionalliga ab und Ludwig blieb ein weiteres Jahr in Dresden. In diesen beiden Spielzeiten bestritt Ludwig 44 Ligaspielen für die SGD und schoss zwölf Tore.
Im Sommer 2007 wechselte er zum FC St. Pauli, der gerade in die 2. Bundesliga aufgestiegen war. Dort wurde er bis 2009 insgesamt 57 Mal eingesetzt und kam zwölfmal zum Torerfolg.
Zur Spielzeit 2009/10 wechselte er zum Ligakonkurrenten TSV 1860 München, er unterschrieb bei den Löwen einen Zweijahresvertrag. Nachdem er in dieser Saison unter Trainer Ewald Lienen regelmäßig zum Einsatz gekommen war, war er ein Jahr später unter dessen Nachfolger Reiner Maurer nur mehr Reservist. Er kam in der Spielzeit 2010/11 auf 19 Einsätze, davon aber nur vier über die volle Länge.
Ab der Saison 2011/12 spielte er für den FC Energie Cottbus. In Cottbus konnte er jedoch nicht wie erhofft überzeugen und so gab der Verein noch im Laufe der Saison 2012/13 bekannt, dass Ludwig keinen neuen Vertrag in der Lausitz erhalten werde. Im Oktober 2013 wechselte Ludwig zu den Sportfreunden Lotte in die Regionalliga West. Zur Saison 2014/15 wechselte Ludwig zum Goslarer SC 08, bereits ein Jahr später zum Sachsenligisten BSG Stahl Riesa.
Im Juli 2017 unterschrieb er beim damaligen Drittligisten FC Rot-Weiß Erfurt. Im Juni 2018 wechselte er zu FSV Wacker 03 Gotha. Im August 2020 beendete er seine Karriere.

### Nationalmannschaft
Zwischen 2004 und 2005 kam Ludwig sechsmal für die deutsche U-21-Nationalmannschaft zum Einsatz. Dabei schoss er zwei Tore.

## Karriere als Trainer
Seine Trainerkarriere startete er im Nachwuchsbereich von Rot-Weiß-Erfurt und später beim FC Erzgebirge Aue. Seine 1. Station als Cheftrainer übernahm er im Sommer 2021 beim FSV Wacker 03 Gotha. Im Mai 2022 trennte sich der Verein nach nur 10 Monaten wieder von ihm.
Seit Mai 2022 ist er Trainer des Landesklasse-Teams SV Blau-Weiß 91 Bad Frankenhausen.